# Arara
Arara – miasto w środkowej Brazylii, w stanie Paraíba.  